# Lijst van personen overleden in oktober 2019
Dit is een lijst van bekende personen die zijn overleden in oktober 2019.

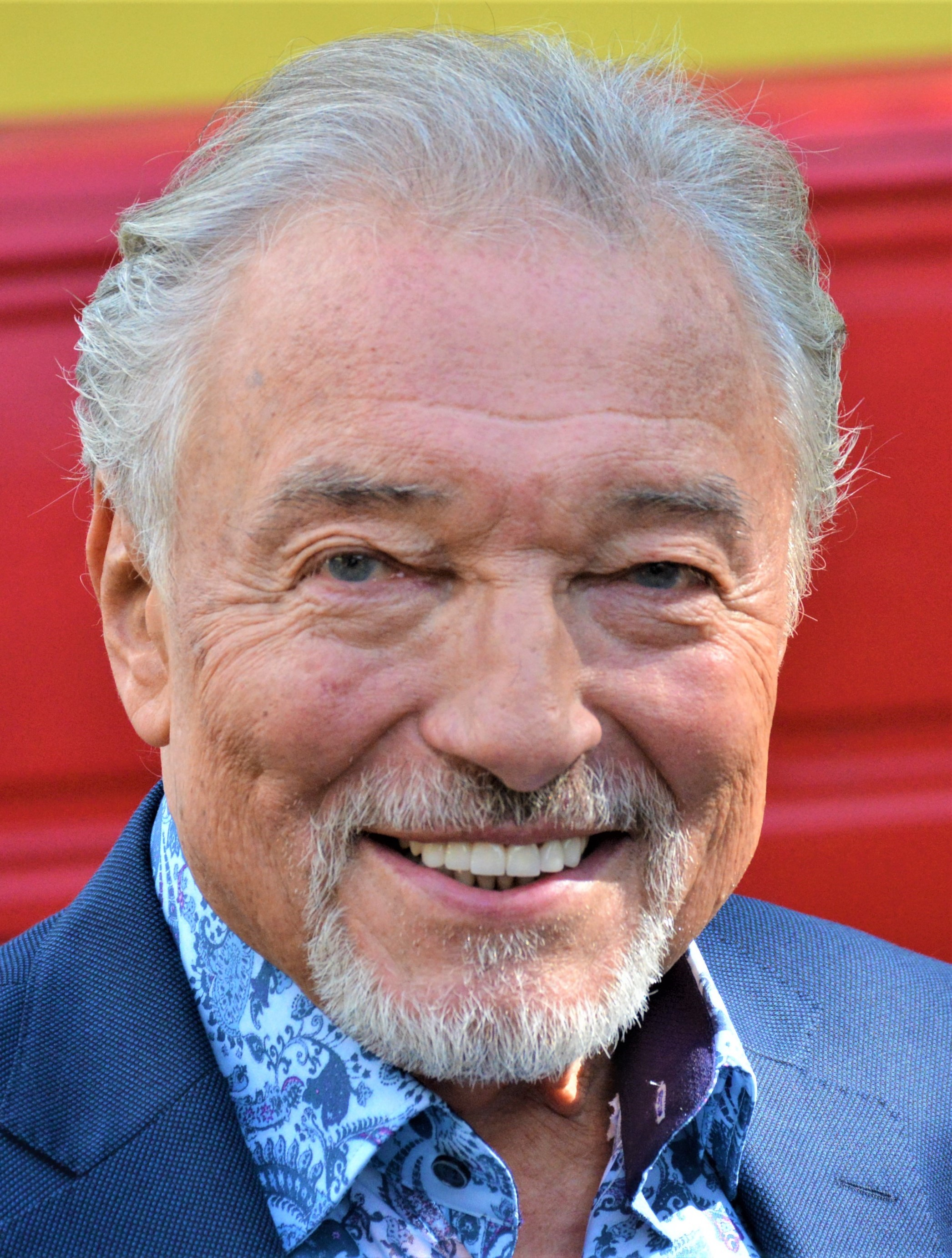
Karel Gott
1 oktober

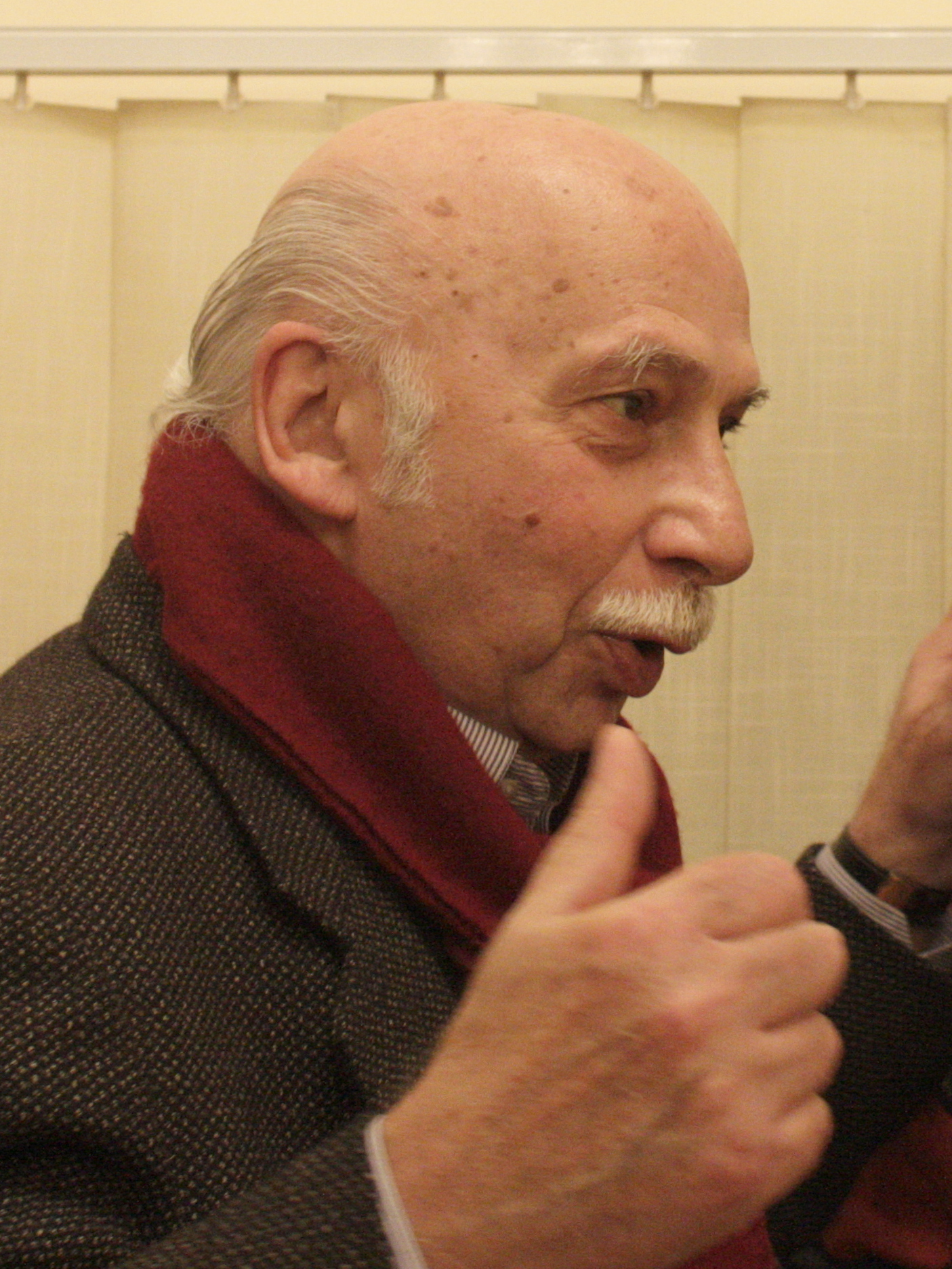
Gia Kantsjeli
2 oktober

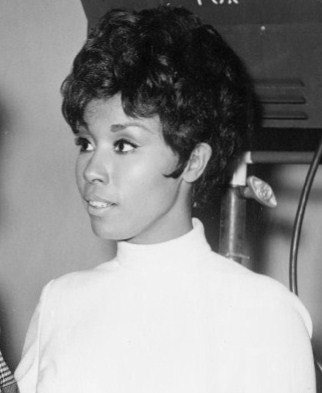
Diahann Carroll
4 oktober

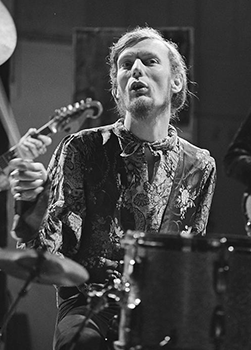
Ginger Baker
6 oktober

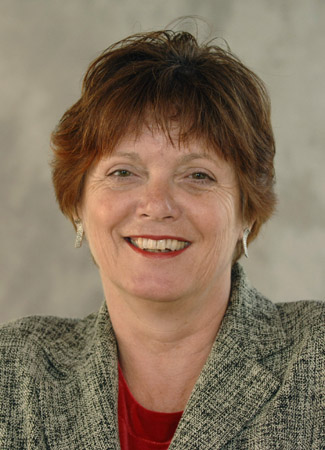
Ella Vogelaar
7 oktober

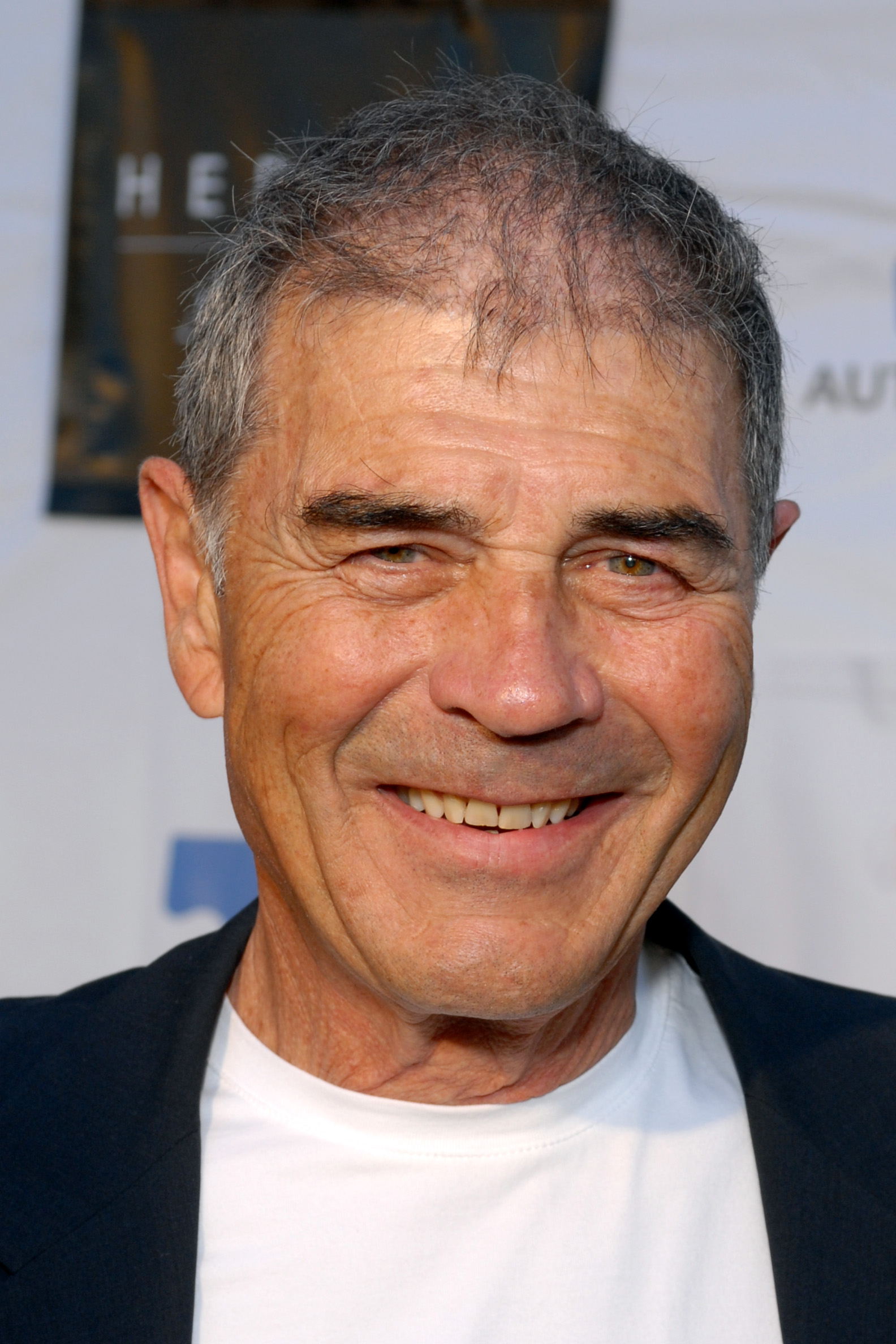
Robert Forster
11 oktober

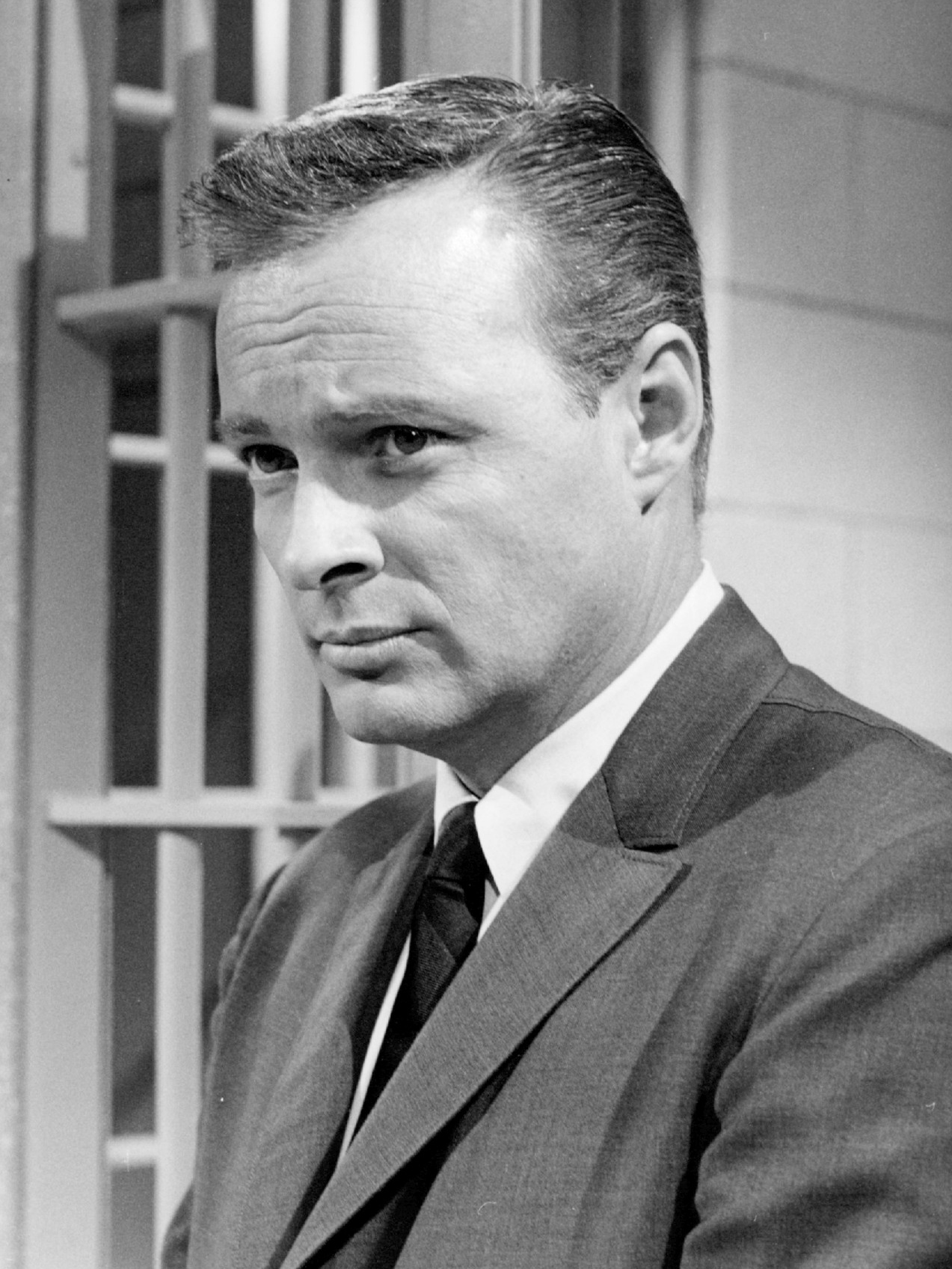
John Clarke
16 oktober

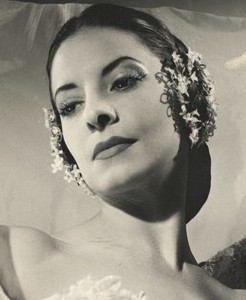
Alicia Alonso
17 oktober

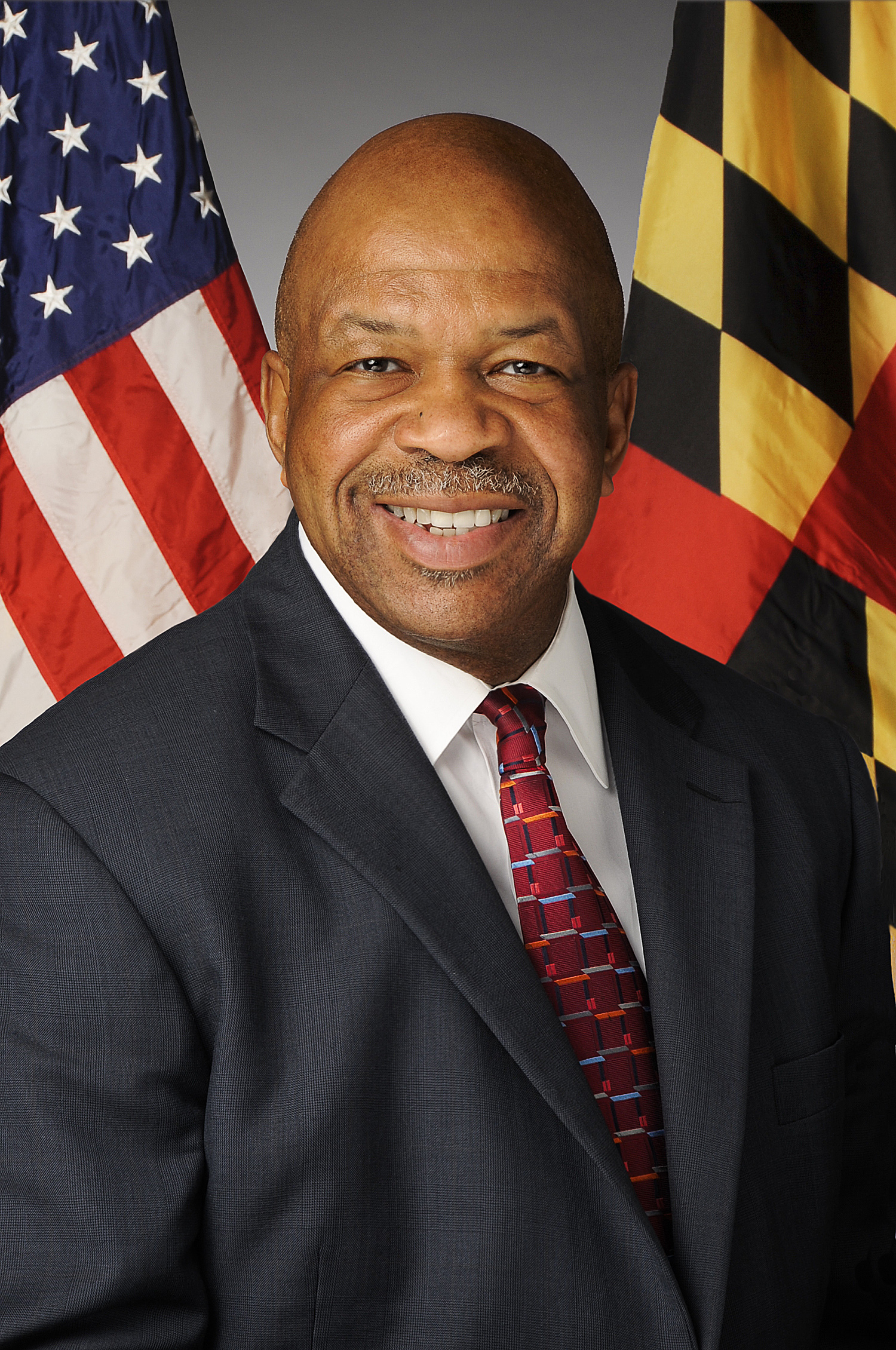
Elijah Cummings
17 oktober

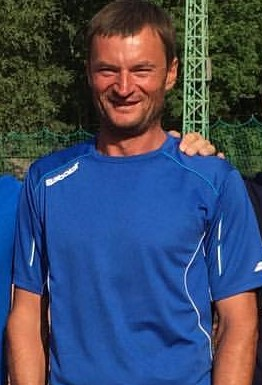
Aleksandr Volkov
19 oktober

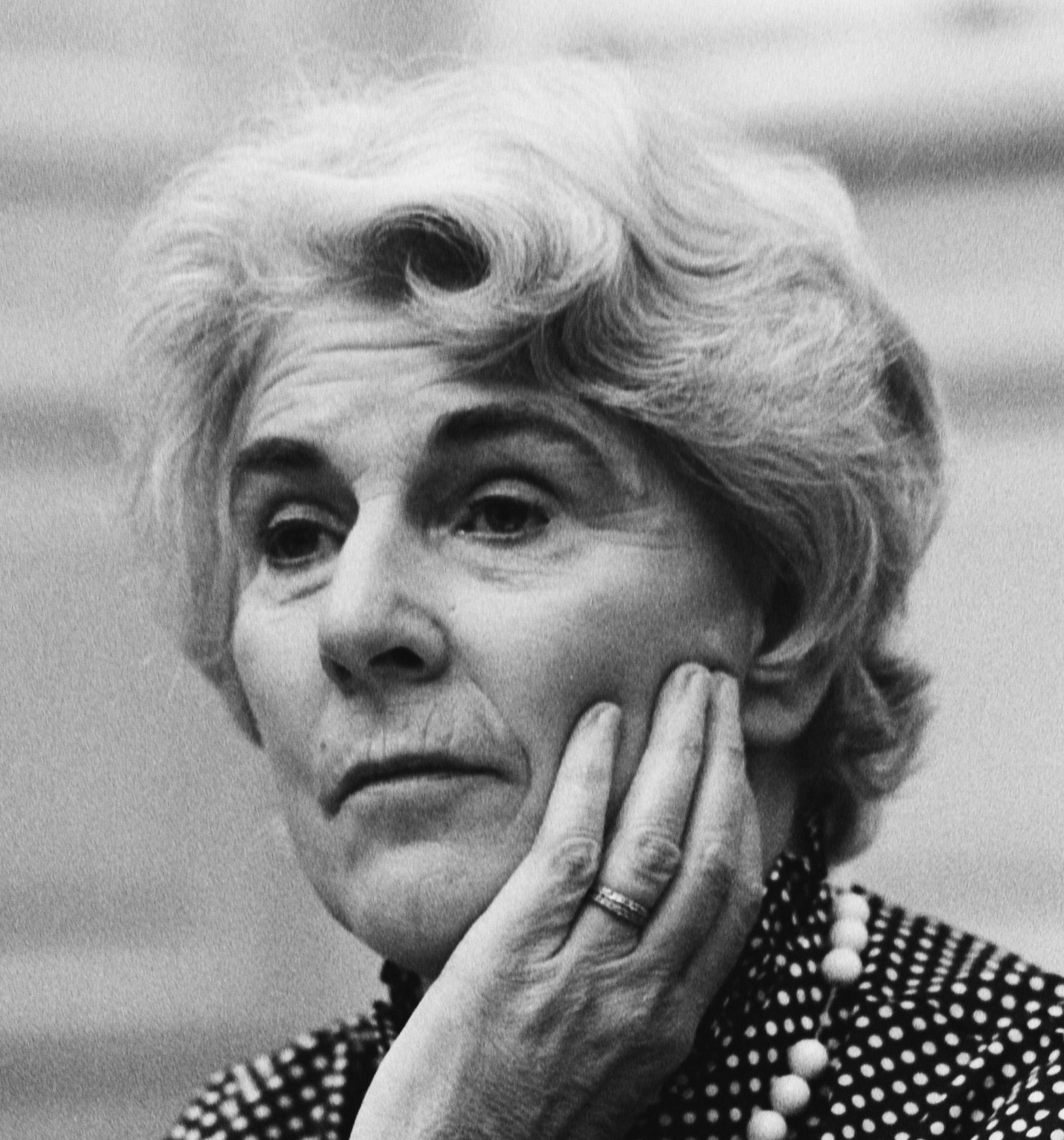
Til Gardeniers-Berendsen
22 oktober

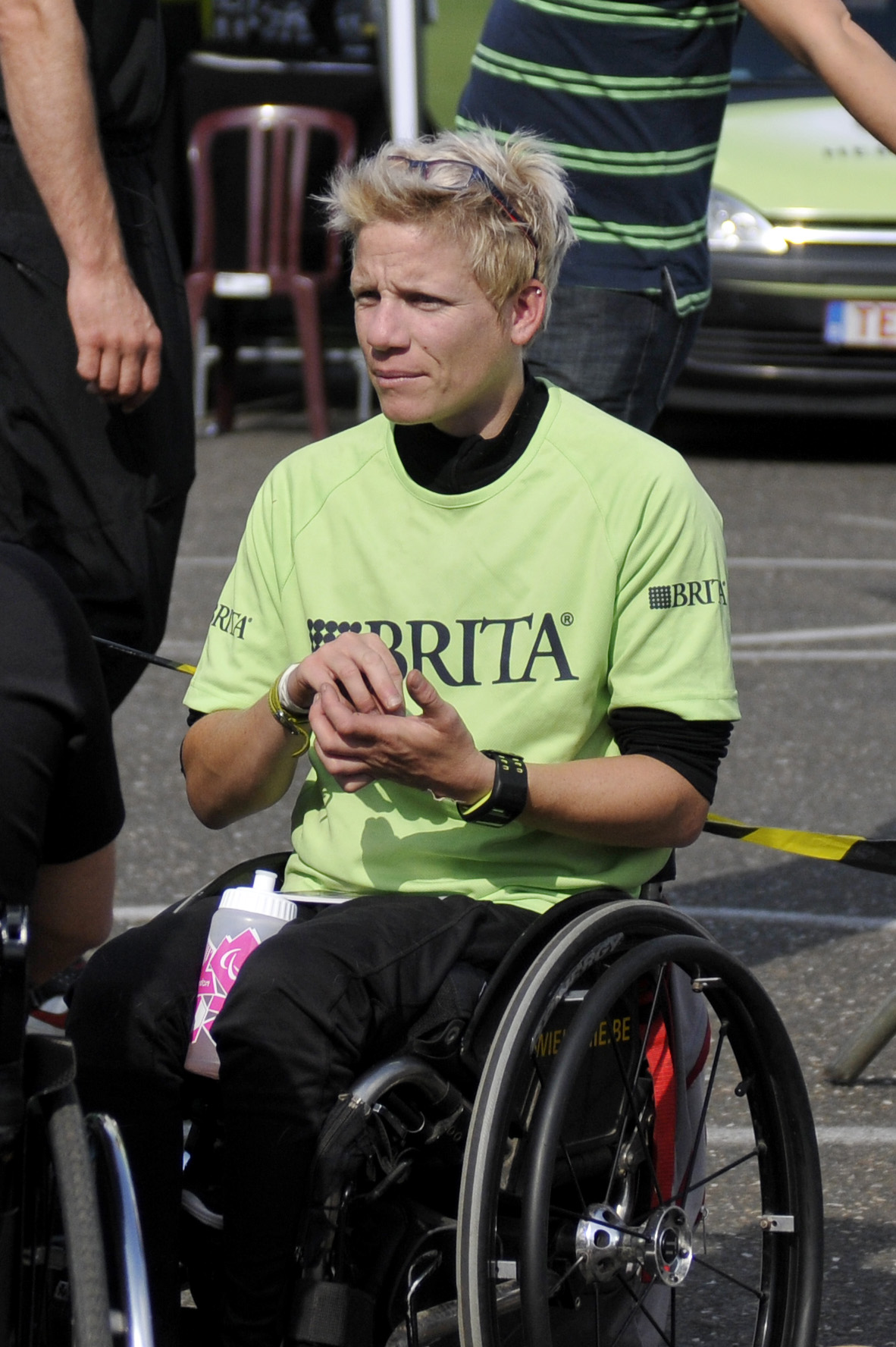
Marieke Vervoort
22 oktober

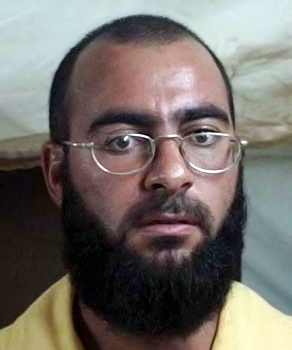
Abu Bakr al-Baghdadi
27 oktober

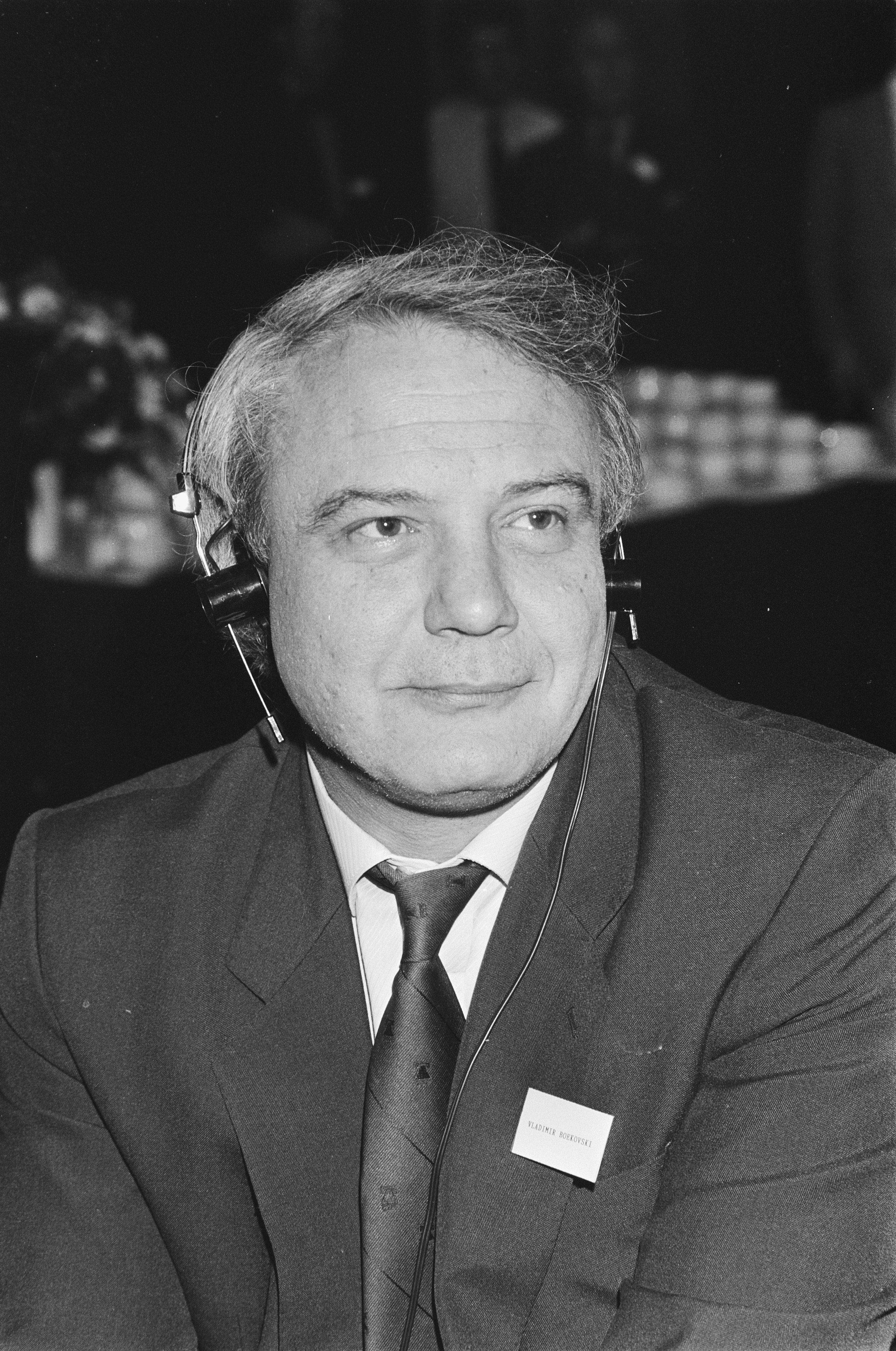
Vladimir Boekovski
27 oktober

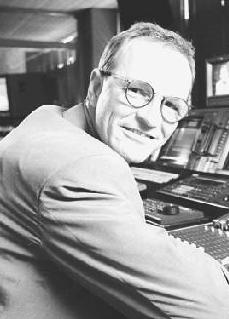
Kees Driehuis
29 oktober

| 1 | 2 | 3 | 4 | 5 | 6 | 7 | 8 | 9 | 10 | 11 | 12 | 13 | 14 | 15 | 16 | 17 | 18 | 19 | 20 | 21 | 22 | 23 | 24 | 25 | 26 | 27 | 28 | 29 | 30 | 31 |
| - | - | - | - | - | - | - | - | - | -- | -- | -- | -- | -- | -- | -- | -- | -- | -- | -- | -- | -- | -- | -- | -- | -- | -- | -- | -- | -- | -- |

### 1 oktober
- Karel Gott (80), Tsjechisch schlagerzanger[1]
- Miguel León-Portilla (93), Mexicaans antropoloog en historicus[2]
- Dominique Webb (78), Frans illusionist[3]

### 2 oktober
- Chris Baljé (79), Nederlands griffier van de Eerste Kamer[4]
- Gia Kantsjeli (84), Georgisch componist[5]
- Barrie Masters (63), Brits punkmuzikant[6]
- Isaac Promise (31), Nigeriaans voetballer[7]
- Jan Seelen (80), Nederlands voetballer[8]
- Kim Shattuck (56), Brits zangeres[9]

### 3 oktober
- Lewis Dauber (70), Amerikaans acteur[10]
- Dana Fradon (97), Amerikaans cartoonist[11]
- Diogo Freitas do Amaral (78), Portugees politicus[12]
- Philip Gips (88), Amerikaans kunstenaar[13]
- Roger Taillibert (93), Frans  architect[14]

### 4 oktober
- Diahann Carroll (84), Amerikaans actrice[15]
- Ray Swinfield (79), Australisch jazzmuzikant en -componist[16]

### 5 oktober
- Marcello Giordani (56), Italiaans tenor[17]
- Tony Hoar (87), Brits wielrenner en uitvinder[18]
- Henry Keizer (58), Nederlands politicus en ondernemer[19]
- Rik Pareit (66), Belgisch journalist[20]
- Tome (62) Belgisch stripauteur[21]

### 6 oktober
- Ginger Baker (80), Brits muzikant[22]
- Max Bavin (65), Brits bridgespeler en -bestuurder[23]
- Larry Junstrom (70), Amerikaans bassist[24]
- Martin Lauer (82), Duits olympisch kampioen en schlagerzanger[25]
- Bernard Muna (79), Kameroens jurist[26]
- Karen Pendleton (73), Amerikaans actrice[27]
- Rip Taylor (84), Amerikaans acteur en komiek[28]

### 7 oktober
- Neale Lavis (89), Australisch ruiter en olympisch kampioen[29]
- Stephen Pisano (73), Amerikaans theoloog[30]
- Ella Vogelaar (69), Nederlands minister en bestuurder[31]

### 8 oktober
- Carlos Celdran (46), Filipijns activist en comedian[32]
- Serafim Fernandes de Araújo (95), Braziliaans kardinaal[33]
- Helen Shingler (100), Brits filmactrice[34]
- Reg Watson (93), Australisch televisieproducent[35]

### 9 oktober
- Andrés Gimeno (82), Spaans tennisspeler[36]
- David Weisman (77), Amerikaans filmproducent[37]

### 10 oktober
- Nico de Boer (64), Nederlands auteur, analyticus[38]
- Ugo Colombo (79), Italiaans wielrenner[39]
- Jeroen Hin (62), Nederlands autocoureur[40]
- Marie-José Nat (79), Frans actrice[41]
- Gordie Robertson (93), Canadees ijshockeyer[42]

### 11 oktober
- Sam Bobrick (87), Amerikaans auteur, toneelschrijver, televisieschrijver en tekstschrijver[43]
- Robert Forster (78), Amerikaans acteur[44]
- Aleksej Leonov (85),  Russisch ruimtevaarder[45]
- Otto Taborsky (89), Hongaars-Nederlands psycholoog en hoogleraar[46]

### 12 oktober
- Carlo Croccolo (92), Italiaans acteur en filmregisseur[47]
- Nanni Galli (79), Italiaans autocoureur[48]
- Hevrin Khalaf (35), Koerdisch-Syrische politica en civiel ingenieur[49]
- Alphonso Williams (57), Amerikaans zanger[50]

### 13 oktober
- Hideo Azuma (69), Japans mangaka[51]
- Emil Cimiotti (92), Duits beeldhouwer[52]
- Sophia Kokosalaki (47), Grieks modeontwerpster[53]
- Charles Jencks (80),  Amerikaans architect en filantroop[54]
- Theo Verbey (60), Nederlands componist[55]

### 14 oktober
- Harold Bloom (89), Amerikaans schrijver[56]
- Leo Elders (93), Nederlands pater, docent, thomist[57]
- Anke Fuchs (82), Duits politica[58]
- Sulli (25), Zuid-Koreaans zangeres en actrice[59]
- Robert Will (94), Amerikaans roeier[60]

### 15 oktober
- Wil van den Bos (79), Nederlands politicus[61]
- Cacho Castaña (77), Argentijns zanger en acteur[62]
- Andrew Cowan (82), Schots rallyrijder en teambaas[63]
- Robert Dressler (92), Amerikaans botanicus[64]

### 16 oktober
- Han Aiping (57), Chinees badmintonspeelster[65]
- Patrick Day (27), Amerikaans bokser[66]
- John Clarke (88), Amerikaans acteur[67]
- Kees Olthuis (78), Nederlands componist en musicus[68]
- Andrey Smirnov (62), Russisch zwemmer[69]
- John Tate (94),  Amerikaans wiskundige[70]

### 17 oktober
- Alicia Alonso (98), Cubaans danseres en choreografe[71]
- Michael Bowen (89), Brits bisschop[72]
- Elijah Cummings (68), Amerikaans jurist en politicus[73]
- Márta Kurtág (92), Hongaars pianiste[74]
- Bill Macy (97), Amerikaans acteur[75]
- Göran Malmqvist (95), Zweeds taalkundige, vertaler, sinoloog en literair historicus[76]
- Herman Vinck (84), Belgisch acteur[77]

### 18 oktober
- Mark Hurd (62), Amerikaans zakenman[78]
- Rui Jordão (67), Portugees voetballer[79]

### 19 oktober
- Salvador Giner i de San Julián (85), Spaans socioloog[80]
- Huang Yong Ping (65), Frans beeldhouwer en installatiekunstenaar[81]
- Theodor Wonja Michael (94), Duits journalist en acteur[82]
- Aleksandr Volkov (52), Russisch tennisser[83]

### 20 oktober
- Joseph Houssa (89), Belgisch senator en burgemeester van Spa[84]
- Norman Myers (85), Brits milieuactivist[85]
- Aquilino Pimentel jr. (85), Filipijns minister en senator[86]
- Kees Vrieze (82), Nederlands scheikundige[87]

### 21 oktober
- Josip Elic (98), Amerikaans acteur[88]
- Jerry Fogel (83), Amerikaans acteur[89]
- Gillian Jagger (88), Amerikaans beeldhouwster[90]
- Ingo Maurer (87),  Duits industrieel ontwerper en uitvinder[91]

### 22 oktober
- Greetje Galliard (92), Nederlands zwemster[92][93]
- Til Gardeniers-Berendsen (94), Nederlands minister[94]
- Gustav Gerneth (114),  Duits supereeuweling[95]
- Sadako Ogata (92), Japanse Hoge Commissaris voor de Vluchtelingen van de Verenigde Naties in Genève[96]
- Rolando Panerai (95), Italiaans baritonzanger[97]
- Marieke Vervoort (40), Belgisch paralympisch kampioene[98]
- Hans Zender (82), Duits componist en dirigent[99]

### 23 oktober
- Heinz Friesen (85), Nederlands dirigent[100]
- Michel Nihoul (78), Belgisch misdadiger[101]
- Sjoerd Royer (90), Nederlands rechtsgeleerde[102]
- Alfred Znamierowski (79), Pools vexilloloog[103]

### 24 oktober
- Wim Gerritsen (84), Nederlands neerlandicus en literatuurhistoricus[104]

### 25 oktober
- Fransje Roscam Abbing-Bos (86), Nederlands politica[105]
- Piet Schriek (78), Nederlands politicus[106]

### 26 oktober
- Paul Barrere (71), Amerikaans muzikant[107]
- Enriqueta Basilio (71), Mexicaans atlete, eerste vrouw die Olympische vlam aanstak[108]
- Robert Evans (89), Amerikaans filmproducent[109]
- Pascale Roberts (89), Frans actrice[110]
- Rob Ruggenberg (73), Nederlands kinderboekenschrijver[111]

### 27 oktober
- Abu Bakr al-Baghdadi (48), van origine Irakees, leider van Islamitische Staat[112]
- Vladimir Boekovski (76), Russisch-Brits mensenrechtenactivist en politiek dissident[113]
- John Conyers (90), Amerikaans politicus[114]
- Xi Enting (73), Chinees tafeltennisser[115]
- Ivan Milat (74), Australisch seriemoordenaar[116]
- Robert Rifkind (91), Amerikaans kunstverzamelaar en advocaat[117]
- Jan Thurlings (92), Nederlands socioloog[118]

### 28 oktober
- Annick Alane (94), Frans actrice[119]
- Kay Hagan (66), Amerikaans politica[120]
- Toivo Salonen (86), Fins schaatser[121]
- Cobus Visser (70), Zuid-Afrikaans acteur[122]

### 29 oktober
- Kees Driehuis (67), Nederlands televisiepresentator[123]
- John Witherspoon (77), Amerikaans acteur[124]

### 30 oktober
- Dick Corporaal (82), Nederlands burgemeester[125]
- Russell Brookes (74), Brits rallyrijder[126]
- Rienk Wegener Sleeswijk (78), Nederlands jurist, rechter, kamerheer en maritiem historicus[127]

### 31 oktober
- Tarania Clarke (20), Jamaicaans voetbalster[128]
- Florence Giorgetti (75), Frans actrice[129]

januari ·
februari ·
maart ·
april ·
mei ·
juni ·
juli ·
augustus ·
september ·
oktober ·
november ·
december
1900 ·
1901 ·
1902 ·
1903 ·
1904 ·
1905 ·
1906 ·
1907 ·
1908 ·
1909 ·
1910 ·
1911 ·
1912 ·
1913 ·
1914 ·
1915 ·
1916 ·
1917 ·
1918 ·
1919 ·
1920 ·
1921 ·
1922 ·
1923 ·
1924 ·
1925 ·
1926 ·
1927 ·
1928 ·
1929 ·
1930 ·
1931 ·
1932 ·
1933 ·
1934 ·
1935 ·
1936 ·
1937 ·
1938 ·
1939 ·
1940 ·
1941 ·
1942 ·
1943 ·
1944 ·
1945 ·
1946 ·
1947 ·
1948 ·
1949 ·
1950 ·
1951 ·
1952 ·
1953 ·
1954 ·
1955 ·
1956 ·
1957 ·
1958 ·
1959 ·
1960 ·
1961 ·
1962 ·
1963 ·
1964 ·
1965 ·
1966 ·
1967 ·
1968 ·
1969 ·
1970 ·
1971 ·
1972 ·
1973 ·
1974 ·
1975 ·
1976 ·
1977 ·
1978 ·
1979 ·
1980 ·
1981 ·
1982 ·
1983 ·
1984 ·
1985 ·
1986 ·
1987 ·
1988 ·
1989 ·
1990 ·
1991 ·
1992 ·
1993 ·
1994 ·
1995 ·
1996 ·
1997 ·
1998 ·
1999 ·
2000 ·
2001 ·
2002 ·
2003 ·
2004 ·
2005 ·
2006 ·
2007 ·
2008 ·
2009 ·
2010 ·
2011 ·
2012 ·
2013 ·
2014 ·
2015 ·
2016 ·
2017 ·
2018 ·
2019 ·
2020 ·
2021 ·
2022 ·
2023 ·
2024 ·
2025